# Oggetti non stellari nella costellazione del Regolo
Principali oggetti non stellari visibili nella costellazione del Regolo.

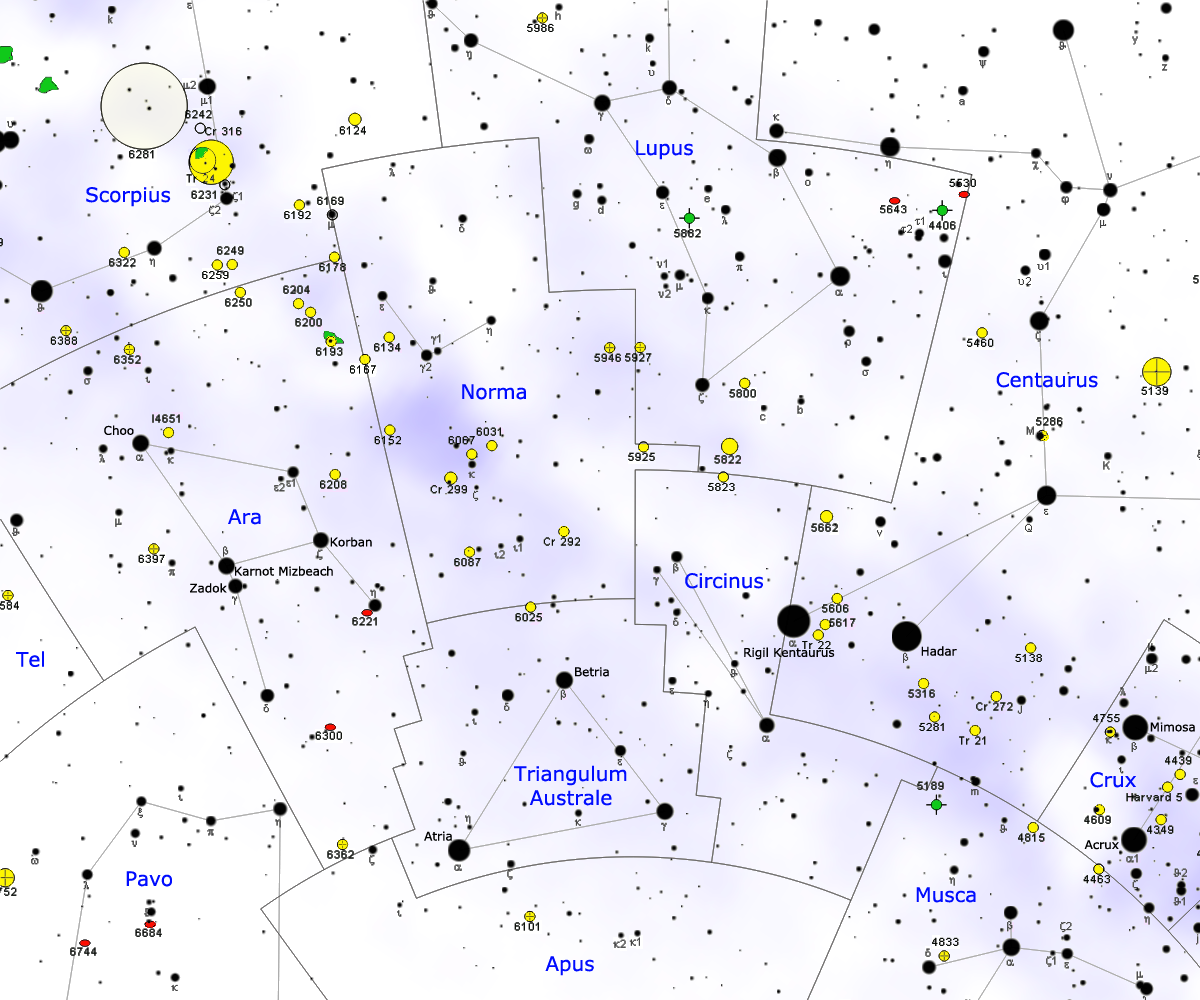
Mappa della costellazione del Regolo.

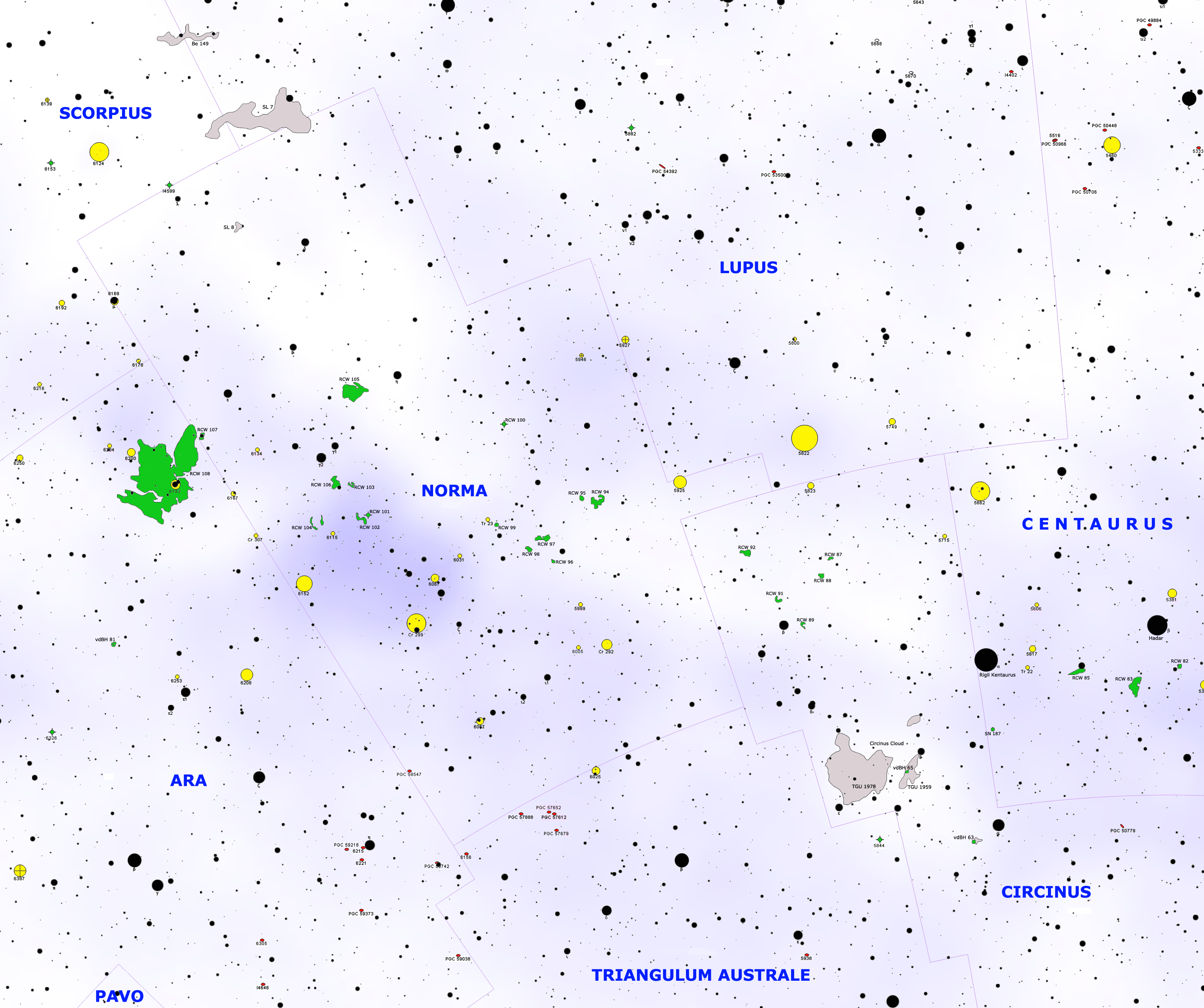
Dettaglio della Via Lattea.

## Ammassi aperti
- Cr 292
- Cr 299
- NGC 5925
- NGC 5999
- NGC 6031
- NGC 6067
- NGC 6087
- NGC 6134
- NGC 6152
- NGC 6167
- NGC 6169

## Ammassi globulari
- NGC 5946

## Nebulose planetarie
- Nebulosa Formica

## Nebulose diffuse
- RCW 105

## Ammassi di galassie
- Ammasso del Regolo